# Codex Sangallensis 48

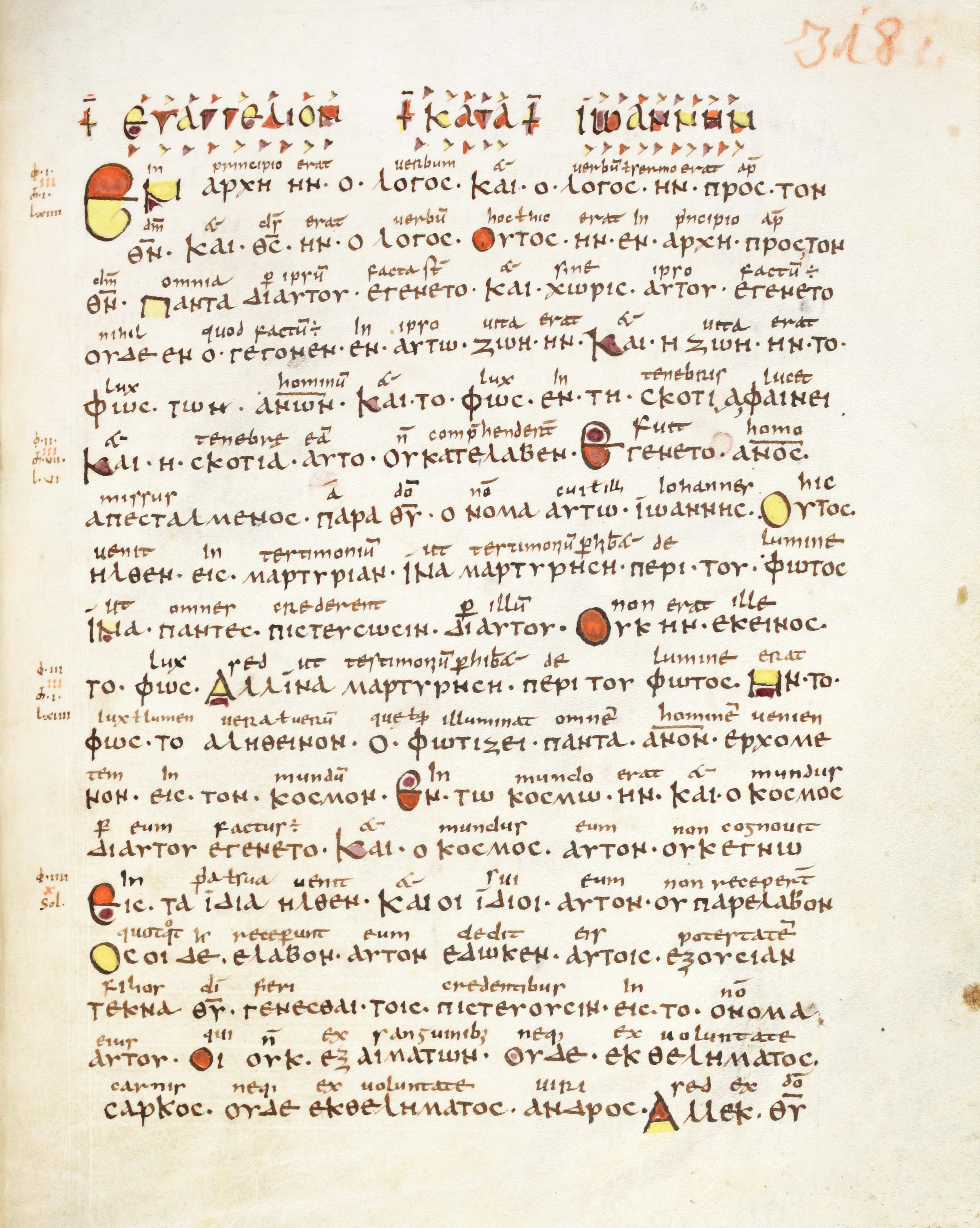
Codex Sangallensis

Il Codex Sangallensis 48 (Gregory-Aland: Δ o 037; Soden: ε 76) è un manoscritto onciale diglotto greco-latino datato al IX secolo, contenente i vangeli canonici.

## Critica testuale
Il manoscritto manca della Pericope dell'adultera (Vangelo secondo Giovanni 7,53-8,11).